# Le Chant des Elfes
Le Chant des elfes est une série de bande dessinée écrite par Bruno Falba et dessinée par Bruno Falba. Ses trois volumes ont été publiés par Soleil Productions entre 2008 et 2010.
Cette série qui se déroule au Ve siècle associe des éléments fantastiques (petit peuple) et historique (épopée d'Attila le Hun).

## Synopsis
Qui se souvient de cet an de grâce 451 après Jésus-Christ, où sur une longueur de cent lieues et une largeur de soixante-dix, Flavius Aetius, le dernier Romain, a affronté Attila le Hun et son glaive de Mars ? Qui se souvient de la dernière alliance unissant les peuples de Gaule romaine pour former l'ultime rempart contre le Fléau de Dieu ?
Selon les Gestes, près de 160 000 guerriers ont péri en une journée sur les champs Catalauniques. Nombreux furent les témoins de ces âges sombres, mais les chroniqueurs se comptent sur les doigts d'une main. J'en fais partie. Et je vais vous conter ce que l'Histoire vous a caché.

## Personnages principaux
- Aetius le Romain
- Attila le Hun
- Dracène
- Harpya

## Albums
- Soleil, collection « Soleil Celtic » :

1. La Dernière Alliance, 2008  (ISBN 978-2-302-00199-2).
2. Les Invasions barbares, 2009  (ISBN 978-2-302-00802-1)[1].
3. Les Champs Catalauniques, 2010  (ISBN 978-2-302-01465-7)[2].